# Parafia Najświętszej Maryi Panny Królowej Polski w Czechowicach-Dziedzicach
Parafia Najświętszej Maryi Panny Królowej Polski – parafia rzymskokatolicka w Czechowicach-Dziedzicach, należy do dekanatu Czechowice-Dziedzice w diecezji bielsko-żywieckiej. Czwarta najstarsza w mieście, erygowana w 1958, obecny kościół parafialny wybudowano w 1939.